# واسلی دانیلوف
واسلی دانیلوف (به انگلیسی: Vasilii Danilov) (زادهٔ ۱۳ دسامبر ۱۹۸۸) شناگر اهل قرقیزستان است.